# カーニバル (日本の音楽グループ)
カーニバルは、日本のニューミュージック／シティポップグループ。1970年代後半に活動した。

## メンバー
- 西木栄二（1952年4月27日 - ?） - ヴォーカル・ギター
- 大塚修司（1955年7月29日 - ?） - ヴォーカル・ギター・キーボード
- 亀岡亮次（1954年10月1日 - ?） - ベース

## 来歴
フォークグループ猫や小室等＆ザ・ファクトリーに参加していた西木を中心に結成、1977年8月にCBSソニーより「MIDNIGHT CARNIVAL」でアルバムデビュー。翌1978年に設立したてのエピックソニーに移籍、10月にリリースされた吉田拓郎作曲によるシングル「さよならロッキー」がラジオのヘビーローテーションを得てヒットするが、ベースの亀岡が脱退。その後二人組としてヤクルトオレンジジュースCMソングに起用されたシングルをリリースするが、これが最後の作品となってしまう。
活動終了後は西木、大塚ともに他アーティストへの楽曲提供・プロデュース等で活躍。特に西木はソロ名義で1992年にシングル、1993年にアルバムをリリースしている。

## ディスコグラフィー

### シングル
- FULL MOON BABY　c/w　スーパーガール(1977年9月1日)
- FEEL SO GOOD　c/w　プレゼント(1978年3月21日)
- さよならロッキー　c/w　ぼくはかけ足(1978年10月21日)
- 青春100% -TRY SOMETHING NEW-　c/w　COFFEE TALK(1979年6月21日)

### アルバム
- MIDNIGHT CARNIVAL(1977年8月21日)